# Paběnický potok
Paběnický potok är ett vattendrag i Tjeckien. Det ligger i den centrala delen av landet, 70 km öster om huvudstaden Prag.